# Nir Aviv
Nir Aviv (hebrejsky: ניר אביב, doslova Jarní louka) je čtvrť ve východní části Tel Avivu v Izraeli. Je součástí správního obvodu Rova 9 a samosprávné jednotky Rova Darom Mizrach.

## Geografie
Leží na východním okraji Tel Avivu, cca 5,5 kilometru od pobřeží Středozemního moře, v nadmořské výšce okolo 30 metrů. Dopravní osou čtvrti je silnice číslo 461 (ulice Derech Chajim Bar Lev). Na severu s ní sousedí čtvrť Neve Chen, na západě Neve Eli'ezer, na jihu Jedidja. Na východě začíná katastrální území města Ramat Gana zdejší rozsáhlé areály umělé přírody Safari Ramat Gan a Park ha-Le'umi Ramat Gan. Z nich vede podél jihovýchodního okraje čtvrti vádí Nachal Kofer, které pak ústí do toku Nachal Ajalon.

## Popis čtvrti
Plocha čtvrti je vymezena na severu ulicí Machal, na jihu třídou Derech Chajim Bar Lev, na východě třídou Derech ha-Tajasim a na západě Šešet ha-Jamim. Zástavba má charakter husté mnohapodlažní bytové výstavby. V roce 2007 zde žilo 4873 obyvatel. 